# أحمد بن أبي بكر بن سميط
أحمد بن أبي بكر بن سميط (1277 - 1343 هـ) فقيه وقاض مسلم من علماء شرق أفريقيا. استقر في زنجبار وتولى بها الإفتاء، وعاش فيها حياة حافلة بالنشاط والعطاء، فازدادت بذلك سمعته، واكتسب شهرة علمية واسعة تخطت حدود شرق أفريقيا إلى أرجاء العالم الإسلامي، لدرجة أن الخليفة العثماني منحه وساما عثمانيا رفيع المستوى تقديرا لجهوده العلمية المتميزة.

## نسبه
أحمد بن أبي بكر بن عبد الله بن عبد الرحمن بن محمد بن زين بن علوي بن عبد الرحمن بن عبد الله بن محمد سميط بن علي الشنهزي بن عبد الرحمن بابطينة بن أحمد بن علوي بن الفقيه أحمد بن عبد الرحمن بن علوي عم الفقيه المقدم بن محمد صاحب مرباط بن علي خالع قسم بن علوي بن محمد بن علوي بن عبيد الله بن أحمد المهاجر بن عيسى بن محمد النقيب بن علي العريضي بن جعفر الصادق بن محمد الباقر بن علي زين العابدين بن الحسين السبط بن علي بن أبي طالب، وعلي زوج فاطمة بنت محمد ﷺ.
فهو الحفيد 31 لرسول الله محمد ﷺ في سلسلة نسبه.

## مولده ونشأته
ولد في بلدة إتساندرا بجزيرة القمر الكبرى في الخامس من شهر رجب سنة 1277 هـ. وكان والده أبو بكر بن عبد الله بن سميط قد هاجر من حضرموت واستقر في جزر القمر. تلقى أحمد باكورة معلوماته على يد والده، وعلى من كان من العلماء بجزر القمر. وقد توفي والده وهو في الثالثة عشر من عمره، وكان قد أوصاه والده بأن لا يزوال شيئا من الأعمال حتى يزور حضرموت، الأمر الذي جعله يسافر سنة 1298 هـ/ 1881 م إلى حضرموت، وأقام ببلدة شبام بين أعمامه وأقاربه وتزوج بها، وتردد إلى الحوطة وسيئون والغرفة وتريم وغيرها، ودرس على أيدي علماء معروفين.

## شيوخه
درس العلوم المختلفة وأخذ عن كبار علماء جزر القمر وحضرموت، بالإضافة إلى عدد من العلماء الذين التقى بهم في رحلاته إلى الحجاز ومصر أمثال:
| - والده أبو بكر بن عبد الله بن سميط - أبو الحسن بن أحمد جمل الليل - أحمد بن حسن العطاس - عبيد الله بن محسن السقاف - عبد الله بن محسن السقاف - طاهر بن عبد الله بن سميط | - حسن بن أحمد بن سميط - عبد الرحمن بن محمد المشهور - عبد الله بن محمد الحبشي - عبد الإله بن حسن البحر - عيدروس بن عمر الحبشي - شيخان بن محمد الحبشي - علوي بن عبد الرحمن السقاف | - علي بن محمد الحبشي - أحمد بن محمد الكاف - شيخ بن عيدروس العيدروس - أحمد بن محمد المحضار - طاهر بن عمر الحداد - أحمد بن حسن العطاس - عبد الحسين بن علي المعرشي | - حسين بن محمد الحبشي - محمد سعيد بابصيل - أبو بكر بن محمد شطا - شمس الدين الأنبابي - علي بن محمد الكيالي |

## تلاميذه
ساهم في تدريس العلوم الإسلامية والعربية من خلال نظام التعليم التقليدي في المساجد والكتاتيب والحلقات العلمية، وكان يلقي دروسه العلمية بمسجد الجمعة في ماليندي بزنجبار. وبرز من المتخرجين على يديه علماء أفاضل أمثال:
| - ابنه عمر بن أحمد بن سميط - ابنه أبو بكر بن أحمد بن سميط - عبد الله بن محمد باكثير - سليمان بن علي المزروعي - الأمين بن علي المزروعي | - سعيد بن محمد بن دحمان - محمد بن خلفان الغيلاني - سالم بن سعيد الشهيبي - أبو بكر بن أحمد بته - أحمد بدوي بن صالح جمل الليل | - أحمد بن محمد ملوموري - محمد بن عبد الرحمن المخزومي - محسن بن علي البرواني - محمد بن عمر الشنجاني - أبو بكر بن عبد الله باكثير | - محمد بن علي البرواني - محمد بن عمر الخطيب - علي بن جعفر السقاف - عبد الله بن محمد الخطيب |

## توليه القضاء
عاد إلى جزر القمر، وتزوج بها، وأخذ يدرس العلوم الإسلامية والعربية حتى لمع نجمه وذاع صيته، مما جعل سلطان زنجبار برغش بن سعيد يطلبه إلى زنجبار لتولي القضاء وذلك سنة 1300 هـ/ 1882 م. وبعد حوالي ثلاث سنوات من توليه القضاء في زنجبار طلب من السلطان برغش إعفاءه من القضاء، إلا أن السلطان لم يوافق على ذلك، مما دفع أحمد بن سميط إلى مغادرة زنجبار، واتجه إلى إسطنبول سنة 1303 هـ/ 1886 م، وظل هناك هناك لمدة ستة أشهر في ضيافة السلطان العثماني عبد الحميد، التقى خلالها بعدد من العلماء مثل فضل بن علوي مولى الدويلة، وقلده السلطان عبد الحميد النيشان المجيدي من الدرجة الرابعة. ثم قام برحلات علمية إلى الحجاز ومصر وجزيرة جاوة بإندونيسيا، عاد بعد ذلك إلى زنجبار سنة 1306 هـ/ 1888 م في عهد السلطان خليفة بن سعيد، وتولى مهمة القضاء، وقضى بقية حياته يعمل في القضاء وتدريس العلوم الدينية في زنجبار.

## مؤلفاته
ألف عدة كتب نافعة طبع ونشر أكثرها، منها:
| - «الابتهاج في بيان اصطلاح المنهاج» - «تحفة اللبيب شرح لامية الحبيب» - «منهل الفضائل ومعراج الأفاضل» - «الكوكب الزاهر شرح نسيم حاجر» | - «منهل الوراد من فيض الإمداد» - «حاشية على فتح الجواد» - «المطالب السنية» حاشية على «النصائح الدينية» لعبد الله الحداد - «تعليقات في النواحي الصوفية» |

## وفاته
توفي في الثالث عشر من شهر شوال سنة 1343 هـ بزنجبار، وقبره مشهور معروف بجوار مسجد الجمعة في منطقة ماليندي بزنجبار، وما يزال قبره مزارا للكثير من الناس في شرق أفريقيا.

### استشهادات
1. ↑  المشهور، أبو بكر بن علي (1411 هـ). لوامع النور. صنعاء، اليمن: دار المهاجر. ج. الأول. ص. 325. {{استشهاد بكتاب}}: تحقق من التاريخ في: |تاريخ= (مساعدة)
2. 1 2  باكثير، عبد الله بن محمد (1405 هـ). رحلة الأشواق القوية إلى مواطن السادة العلوية. مصر: مكتبة الإسكندرية. ص. 156. {{استشهاد بكتاب}}: تحقق من التاريخ في: |تاريخ= (مساعدة)
3. 1 2  الكيومي، سليمان بن سعيد (2020). الحركة العلمية في زنجبار وساحل شرق إفريقيا. مسقط، عمان: الجمعية العمانية للكتاب والأدباء. ص. 204. مؤرشف من الأصل في 2022-07-01.
4. ↑  المشهور، عبد الرحمن بن محمد (1984). شمس الظهيرة (PDF). جدة، السعودية: عالم المعرفة. ج. الثاني. ص. 579. مؤرشف من الأصل (PDF) في 2022-04-10.
5. ↑  كحالة، عمر رضا (1993). معجم المؤلفين (PDF). بيروت، لبنان: مؤسسة الرسالة. ج. الأول. ص. 111. مؤرشف من الأصل (PDF) في 2022-03-31.

## روابط خارجية
- جامعة الاحقاف تشارك بالمؤتمر العلمي العالمي لمئوية العلامة الحبيب أحمد ابن أبي بكر بن سميط "حياته وجهوده وآثاره العلمية" - جامعة الأحقاف.
- الأزهري: الحبيب أحمد بن أبي بكر كان أثره العلمي عظيما في الشرق الأفريقي كله - دار الهلال.